# Josep Maria Mestres Quadreny
Josep Maria Mestres Quadreny (født 4. marts 1929 i Manresa, Spanien, død 18. januar 2021) var en spansk komponist, lærer og videnskabsmand.
Quadreny studerede videnskab på Universitetet i Barcelona, og studerede komposition privat hos Cristòfor Taltabull. Han har skrevet syv symfonier, orkesterværker, kammermusik, koncertmusik, operaer, balletmusik, filmmusik, scenemusik etc.
Quadreny har undervist i komposition på institutionerne Darmstadt Ny Musik kursus og Latin Amerikanske kurser for Ny Musik.

## Udvalgte værker
- 7 Symfonier (1938-2004) - for orkester
- Frøknerne fra Avignon (2006) - for orkester
- Clarors Øjne (2006) - for orkester
- Cora (2005) - for orkester